# Assyrische Kirche des Ostens

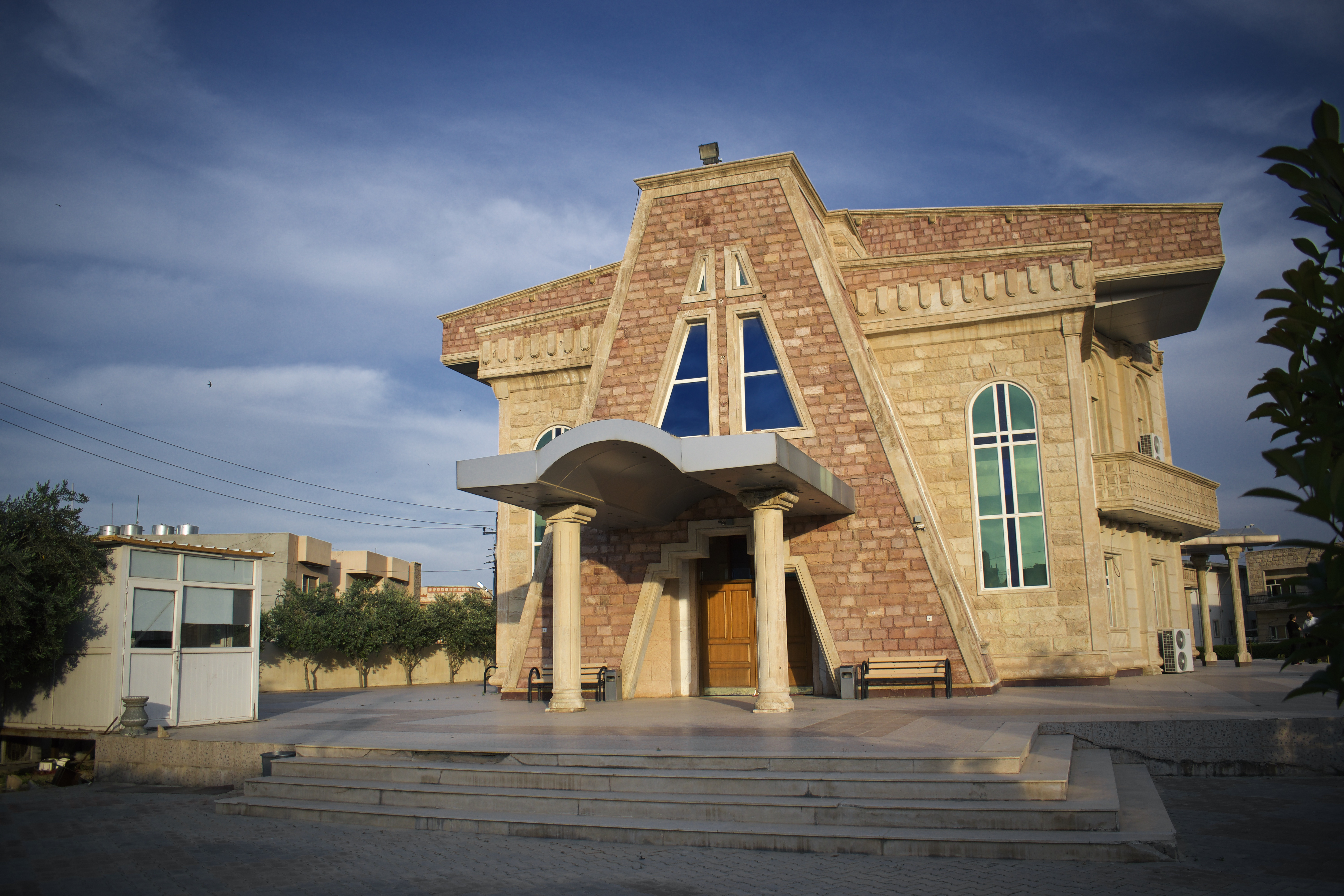
Assyrische Sankt-Johannes-der-Täufer-Kathedrale in Ankawa bei Erbil (Irak), 2018, eingeweiht 2008, seit Inthronisierung des Katholikos-Patriarch Gewargis III. 2015 Hauptsitz des assyrischen Katholikos

Die Assyrische Kirche des Ostens (vollständiger Name: Heilige Apostolische und Katholische Assyrische Kirche des Ostens, reichsaramäisch ܥܕܬܐ ܩܕܝܫܬܐ ܘܫܠܝܚܝܬܐ ܩܬܘܠܝܩܝ ܕܡܕܢܚܐ ܕܐܬܘܪ̈ܝܐ ʿĒḏtā Qaddīštā wa-Šlīḥāytā Qāṯōlīqī ḏ-Maḏnḥā ḏ-ʾĀṯūrāyē) ist eine autokephale und völlig eigenständige Ostkirche syrischer Tradition in Nachfolge des im Sassanidenreich entstandenen altchristlichen Katholikats von Seleukia-Ktesiphon.
Das Katholikat spaltete sich Mitte des 16. Jahrhunderts in zwei heute etwa gleich große Zweige: (1) die traditionelle, weiterhin unabhängige „Kirche des Ostens“ (später beigenannt „assyrisch“) und (2) die mit dem Papst in Rom unierte, eigenberechtigte chaldäisch-katholische Kirche („Patriarchat von Bagdad“). Zur Assyrischen Kirche gehört eine indische Metropolie der Thomaschristen; deren katholisch-ostkirchliches Gegenüber ist die erheblich größere syro-malabarische Kirche.
Die nicht mit Rom geeinte Assyrische Kirche des Ostens hat sich seit den 1960er Jahren über die Streitfrage der Einführung des gregorianischen Kalenders ihrerseits gespalten in (a) die weltweit agierende „Heilige Apostolische und Katholische Assyrische Kirche des Ostens“ (auf die sich dieser Artikel konzentriert) mit Sitz des Patriarchen in Ankawa (1940 bis 2015 in Chicago) und (b) die wesentlich kleinere, auf den Irak konzentrierte, aber auch in den USA und Deutschland präsente „Alte Apostolische und Katholische Kirche des Ostens“ (auch „Assyrische Altkalendarier“ genannt) mit Patriarchensitz in Bagdad.

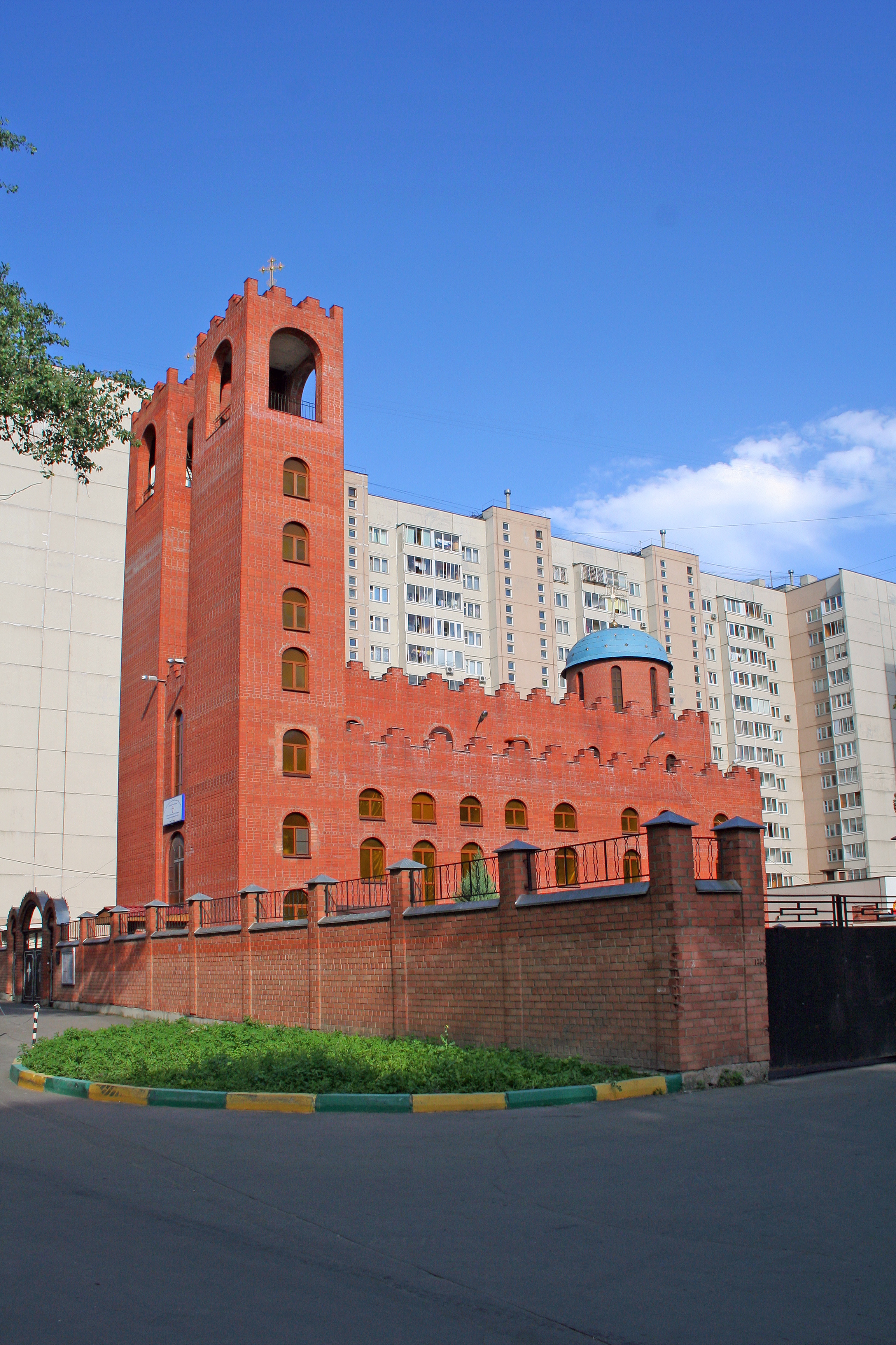
Assyrische St.-Marien-Kirche (Mat Marjam) in Moskau

## Namen
Die vollständige Bezeichnung lautet heute Heilige Apostolische und Katholische Assyrische Kirche des Ostens. Der Namensbestandteil „katholisch“ leitet sich vom Nicäno-Konstantinopolitanum (μίαν, Ἁγίαν, Καθολικὴν καὶ Ἀποστολικὴν Ἐκκλησίαν) ab, wo er wörtlich „allgemein“ bedeutet, und beinhaltet keine Bindung an die römisch-katholische Kirche. Der heute mit dem römischen Papst geeinte Flügel der Kirche nennt sich chaldäisch-katholische Kirche.
Der ursprüngliche Name lautet Kirche des Ostens. Damit wurde ausgedrückt, dass sie für die Christen östlich der Grenze des Römischen Reiches zuständig war, im Perserreich bzw. im Kalifat von Bagdad und darüber hinaus. Nach dem ursprünglichen Kerngebiet ihrer Verbreitung wird sie auch „persische Kirche“, „mesopotamisch-persische Kirche“ oder „ostsyrische Kirche“ genannt. Aufgrund der Ablehnung der Konzilien von Ephesos (431) und Chalkedon (451) spricht man auch von Nestorianischer Kirche.
Die zusätzlichen Benennungen als „chaldäisch“ (chaldaica) ab dem 15. Jahrhundert sowie als „assyrisch“ (syriaca) ab dem 19. Jahrhundert sind neuzeitlich und beide europäischer Herkunft. Sie sind ursprünglich sprachlich bzw. historisch-geographisch gemeint; ihr eigentlicher Zweck war die Vermeidung der Bezeichnung „nestorianisch“ für jene Teile der Kirche des Ostens, die sich der römisch-katholischen bzw. anglikanischen Kirchengemeinschaft angenähert oder angeschlossen hatten. Teil eines offiziellen kirchlichen Eigennamens wird das Adjektiv „assyrisch“ in der 2. Hälfte des 20. Jahrhunderts.
Das Beiwort „nestorianisch“ und der Name „Nestorianer“ werden heute als Selbstbezeichnung auch von den Nicht-Katholiken abgelehnt. In theologischer und historischer Fachliteratur hingegen ist die Bezeichnung „Nestorianische Kirche“ noch weit verbreitet. Manche sprechen widersinnig sogar von „katholischen Nestorianern“. Bezeichnungen mit dem Adjektiv „orthodox“ sind ebenfalls unzutreffend: Die Kirche benutzt das Wort „orthodox“ weder in ihren Liturgien noch in ihrer Korrespondenz, sie vermeidet auch Begriffe, die als „rechter Glaube“ oder „rechte Lehre“ – so die wörtliche Übersetzung von „orthodox“ – übersetzt werden könnten.
Vom Namen „Kirche des Ostens“ lässt sich schwer ein Adjektiv ableiten, das nicht, wie etwa „ostkirchlich“, zu Missverständnissen Anlass bietet. Üblich sind „ostsyrisch“ (konfessionell neutral), „chaldäisch“ (katholisch konnotiert), „assyrisch“ (vorwiegend nicht-katholisch), auch „assyro-chaldäisch“ (zusammenfassend oder katholisch).
Die ostsyrischen Christen wurden manchmal auch als „Protestanten des Ostens“ bezeichnet, gehören jedoch traditionell einer Kirche des katholischen Typs an. Nur kleine Gruppen wurden seit dem 19. Jahrhundert evangelisch.
Von der „Assyrischen Kirche des Ostens“ bzw. der „Alten Kirche des Ostens“ zu unterscheiden sind:
- die katholischen Ostkirchen derselben ostsyrischen Tradition, nämlich die mit dem Papst in Rom geeinte chaldäisch-katholische Kirche nebst der von dieser unabhängigen, aber ebenso mit dem Papst geeinten syro-malabarischen Kirche in Indien,
- die innerhalb des Imperium Romanum entstandenen westsyrischen Kirchen, z. B. die Syrisch-Orthodoxe Kirche von Antiochien, die sogenannten Jakobiten. Sie erkennen sämtlich das Konzil von Ephesos an, sind damit „orientalisch-orthodox“ oder, sofern mit dem Papst in Rom uniert, syrisch-katholisch.

Zusammengefasst bilden alle gemeinsam die Kirchen syrischer Tradition bzw. das syrische Christentum. In neuerer Zeit werden die Mitglieder dieser Kirchen auch als Assyrer/Aramäer bezeichnet.

## Geschichte

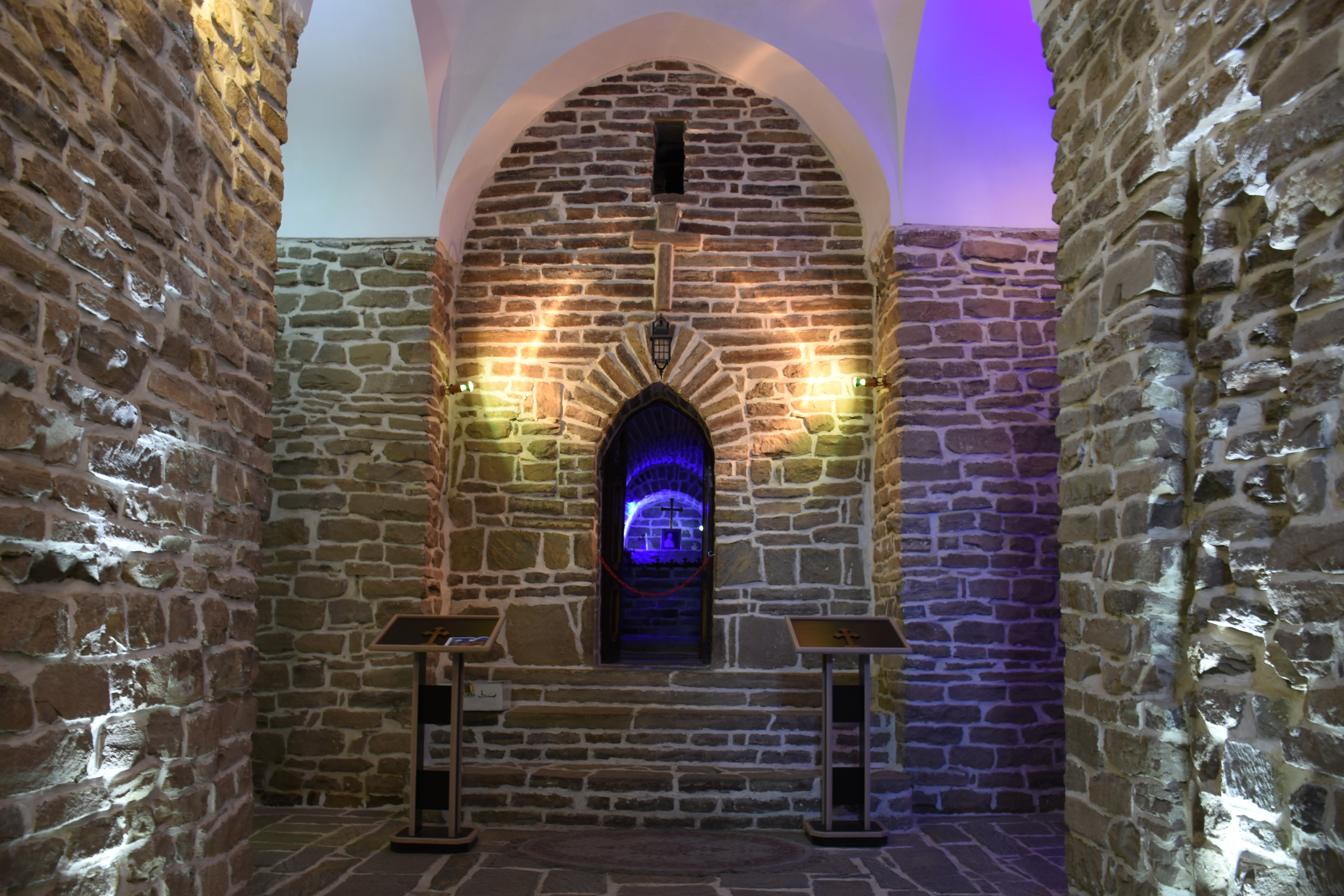
Alte Gewölbemauern der assyrischen Kirche Nane Maryam in Urmia mit typisch schmuckloser assyrischer Einrichtung. Gewölbe und Säulen sind nach archäologischen Untersuchungen im sassanidischen Stil erbaut, einige Plastiken wohl aus spätarsakidischer Zeit (vor 224 n.Chr). Die heute in St. Petersburg ausgestellte Bauinschrift berichtet eine Errichtung im 3. Jahrhundert und spätsassanidische Rekonstruktion 624 n. Chr., womit sie eine der ältesten Kirchen der Welt wäre. Der Oberteil der Kirche wurde 1918 zerstört, 1922 wieder aufgebaut, aber nach Einsturz mit modernem Oberbau und daneben errichtetem Neubau aus Backstein 1963 ergänzt.

Die „Kirche des Ostens“ war niemals Staatskirche, sondern unterstand als einzige altchristliche Kirche immer nichtchristlicher Herrschaft.
Im Sassanidenreich vorislamischer Zeit war die Kirche des Katholikos von Seleukia-Ktesiphon zeitweilig die einzige erlaubte Form des Christentums und dominierte deshalb jenseits der römischen Ostgrenze. Besonders in Mesopotamien (heute Osttürkei und Irak) gehörten ihr damals große Teile der Bevölkerung an, aber auch Minderheiten im Hochland von Iran. Bis zum 13. Jahrhundert missionierte sie darüber hinaus nach Mittelasien, bis nach Nordchina und nach Südindien zu den Thomaschristen. Ihr Katholikos hatte in dieser Zeit seinen Sitz in Seleukia-Ktesiphon, sekundär in Bagdad. Die Mongolenzüge, besonders die Kriegszüge von Timur, bedeuteten für die meisten Gemeinden im Osten den Untergang, nur das Christentum in Südindien bleibt bestehen und teilweise mit der Kirche des Ostens verbunden. Auch aus Mesopotamien flüchtete in dieser Zeit ein Teil der Anhänger, wie auch später der Katholikos, in die nördlicheren Gebirgsregionen. Diese nördlicheren Anhänger sprechen teilweise bis heute im Alltag aramäische Sprachen, während die in den südlicheren Ebenen, besonders im Mittelirak zur arabischen Sprache übergingen. Liturgiesprache ist aber überall die östliche Form der klassisch-aramäischen syrischen Sprache und Gottesdienste werden im ostsyrischen Ritus gehalten.

### Im Sassanidenreich
Die Assyrische Kirche des Ostens führt sich selbst zurück auf den Apostel Thaddäus (aramäisch Mar Addai), der zwischen den Jahren 37 und 65 in Mesopotamien gepredigt haben soll. Sie rechnet sich also zu den apostolischen Kirchen und den ältesten Kirchen der Welt (nach Jerusalem und Antiochia). Gegenwärtig wird sogar verstärkt eine Gründung der Kirche von Seleukia-Ktesiphon/Babylon durch den Apostel Petrus beansprucht, gefolgert aus 1 Petr 5,13 : „Es grüßt euch die Gemeinde in Babylon …“ Davon zu unterscheiden ist die frühe und beständige Berufung auf den Vorrang des Apostels Petrus als Begründung des Primats des Bischofs von Seleukia-Ktesiphon/Babylon.
Der erste syrischsprachige Bischofssitz war Edessa, damals im Römischen Reich gelegen. Ab dem 3. Jahrhundert war der zentrale Bischofssitz für Persien Seleukia-Ktesiphon im heutigen Irak. Nach den pseudo-nicaenischen Konzilsakten wurde letztere Kathedra 325 den westlichen Patriarchalsitzen gleichgestellt, historisch ist die Errichtung des Katholikats wohl erst auf 280 mit der Wahl Mar Papa bar Gaggias anzusetzen.
In der Rivalität der Lehre zwischen der Alexandrinischen Schule und der Antiochenischen Schule hielt sich die ostsyrische Kirche an Antiochia.
Die Kirche des Ostens vertrat vergleichsweise lange eine vornizäische Theologie. Erst im Jahre 410 wurde in Seleukia-Ktesiphon, der damaligen Hauptstadt des Sassanidenreichs, eine Reichssynode durchgeführt, auf der die Beschlüsse von Nizäa anerkannt wurden. Dennoch setzte sich die Vorstellung vom gleich wesentlichen Gottessohn gegenüber monarchianistischen Vorstellungen erst Jahrhunderte später völlig durch.
Schon bald nach der Synode von Seleukia-Ktesiphon kam es jedoch wieder zu einer eigenständigen Entwicklung der Kirche des Ostens. Häufig wird diese Entwicklung mit der Synode in Beth-Lapat 484 in Verbindung gesetzt. Nestorius wurde um 430 von Kyrill von Alexandrien der Häresie bezichtigt und versucht, zu exkommunizieren. Auf dem Konzil von Ephesos 431 und 433 wurde Nestorius’ Lehre offiziell abgelehnt und er zog sich zurück, später ging er ins Exil nach Oasis. Im nestorianischen Streit des frühen 5. Jahrhunderts nahm die assyrische Kirche Partei für Nestorius, weil dieser nach ihrer Sicht nicht der ihm vorgeworfenen Häresie schuldig war und ein orthodoxes Christentum lehrte. Folgerichtig weigerte sie sich daher, ihn zu exkommunizieren. In der Folge distanzierte sich die assyrische Kirche von dem theotokos-Begriff.
Auf der oben erwähnten Synode von Beth-Lapat wurde die Lehre der ostsyrischen Kirche, die Elemente der Lehre des Nestorius aufnahm, verbindlich für das Patriarchat von Seleukia-Ktesiphon, der christlichen Kirche im Sassanidenreich. Es wird bezweifelt, dass es dort vorher eine kirchenrechtlich autokephale Kirche des Ostens gab. Entgegen verbreiteter Annahme wurde diese Kirche jedoch nicht von Nestorius gegründet – Nestorius stammte aus Antiochia und war Patriarch von Konstantinopel. In der Kirche des Ostens spielt theologisch vor allem Theodor von Mopsuestia eine bedeutende Rolle.

Nachgewiesene Gemeinden, archäologische Fundstätten, (teilweise) getaufte Stammesverbände und Regionen, Bischofs-, Metropoliten-(Erzbischofs-) und Patriarchensitze und territoriale Erzbistümer der Kirche des Ostens in der Zeit der größten missionarischen Ausdehnung 6.–13./14. Jahrhundert.

Im Sassanidenreich wurde die Kirche des Ostens seit dem 5. Jahrhundert als Kirche geduldet (teils sogar gefördert; so war der wichtigste Finanzbeamte Chosraus II., Yazdin, selbst ein Mitglied dieser Kirche), da sie der oströmischen Reichskirche in Konstantinopel feindlich gegenüberstand und die Sassaniden so nicht eine römische „Unterwanderung“ befürchten mussten. Wichtige Informationen zum Leben der Christen in Persien liefert die Chronik von Seert.

### Unter dem Islam
In Arabien waren viele Kirchen gegründet worden, die jedoch verschwanden, als um 636 die Islamische Expansion begann und die muslimischen Araber sowohl den römischen Orient als auch das Sassanidenreich eroberten. Die dortigen Christen waren teils Repressionen ausgeliefert, die im Laufe der Zeit zunahmen. Zunächst durften sie jedoch – wenigstens solange sie eine besondere Kopfsteuer (Dschizya) zahlten (auch Tribute sind belegt), ihren Glauben nicht in der Öffentlichkeit ausübten und keine Waffen trugen – ihren Glauben ausüben. Die meisten Araber konvertierten schließlich zum Islam, sodass, ähnlich wie in Persien, die Moslems im 10. Jahrhundert die Mehrheit bildeten. In Zentralasien wurde die Missionstätigkeit der „Nestorianer“ jedoch weiter und teils sehr erfolgreich fortgesetzt.
Unter der Islamischen Herrschaft spielte die ostsyrische Kirche zunächst eine wichtige kulturhistorische Rolle bei der Tradierung des Wissens der Antike. Es waren christliche Ostsyrer, die am Hof der arabischen Kalifen die griechischen Philosophen, vor allem Aristoteles, übersetzten – die dann über diesen Umweg einige hundert Jahre später auch in Europa wieder bekannt wurden.
In Mesopotamien hielten sich die Christen lange in der Mehrheit, trotz arabischer Herrschaft. Die frühesten christlichen Berichte zum Verhältnis zwischen Christen und Muslimen stammen vom Katholikos Ischo-Jab III., der 659 verstarb. Das Bildungswesen der Christen kam den Arabern zugute und die Christen in Nisibis übersetzten Werke der griechische Philosophie und Wissenschaften ins Arabische. Die Zahl der Christen nahm jedoch im islamischen Herrschaftsbereich schließlich ab. Nach einer erneuten Blütezeit im 12./13. Jahrhundert durch die Mongolen, die anfänglich die Christen privilegierten, folgte allerdings schnell der Untergang, nachdem die Mongolen sich dem Islam zugewandt hatten. Die christliche Mehrheit schwand. Die Kirche erodierte bis zu ihrem praktischen Verschwinden im 14. Jahrhundert.

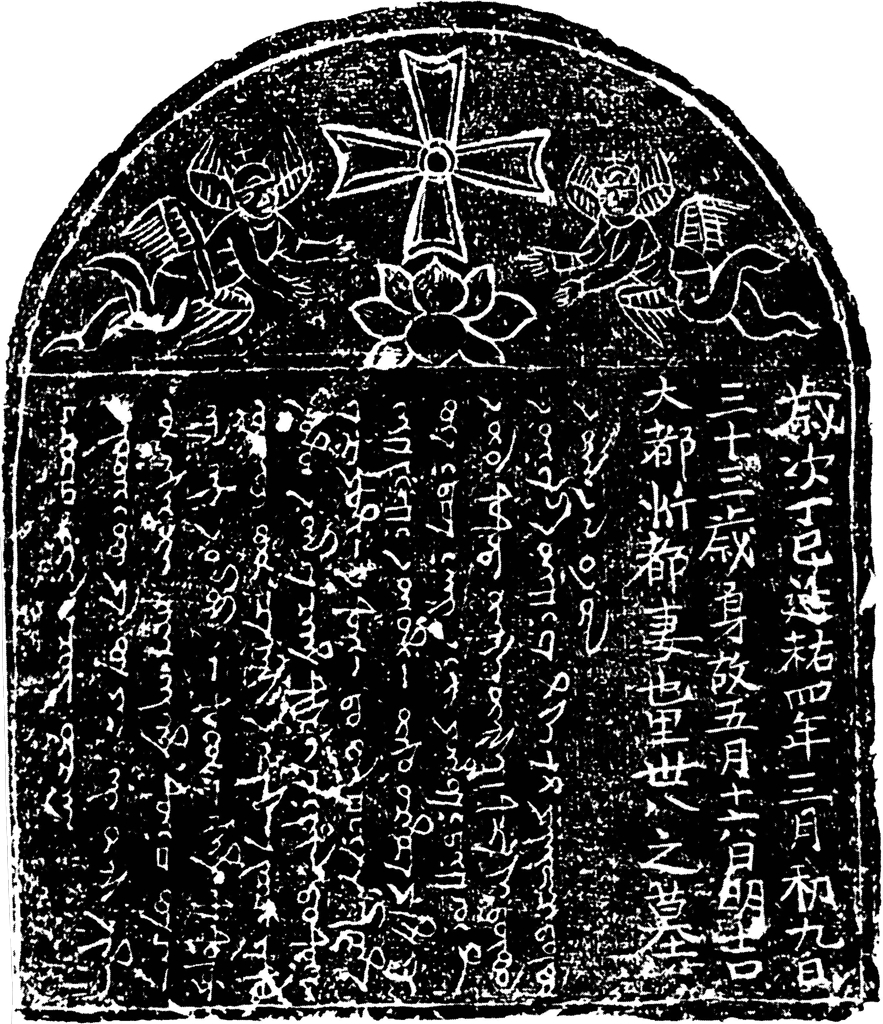
Steinabreibung eines nestorianischen Grabsteins aus Yangzhou 1317 für Jelischiba (Elisabeth), Ehefrau des Xindu aus Peking mit Beschriftung auf Alttürkisch in aramäischer Schrift und auf Chinesisch.

Es gab ostsyrische Gemeinden entlang der ganzen Seidenstraße. Von hier aus kam es auch zur Christianisierung der Uiguren in Zentralasien. Ab 635 gab es auch Christen im Kaiserreich China. Sie wurden geduldet, blieben jedoch eine Religion der Ausländer. Im 17. Jahrhundert grub man die Stele von Si-an-fu aus, die aus dem Jahr 781 stammt. Die Inschriften zeigen, dass die christliche Lehre zu dieser Zeit teilweise so sehr an die Umwelt adaptiert war, dass die christliche Kernbotschaft vom Kreuz und Auferstehung Jesu nur am Rande vorkam. 2009 wurde unter den Longmen-Grotten nahe der ostchinesischen Stadt Luoyang die möglicherweise älteste christliche Stätte des Landes entdeckt, eine Felsnische mit darüber eingraviertem Kreuz, die zwischen dem 6. und 9. Jahrhundert n. Chr. wahrscheinlich als Grabstätte diente und von ihrer Bauart her den benachbarten buddhistischen Grabhöhlen sehr ähnelt. 845 wurde ein kaiserliches Edikt erlassen, das (nicht nur christliche) Mönchtum einzuschränken. Infolge der Restriktionen verschwand die Kirche aus China. In der Mongolen-Zeit des 13. Jahrhunderts – in der Yuan-Dynastie – kamen noch einmal Christen nach China, die jedoch Mitte 14. Jahrhundert beim Wechsel zur Ming-Dynastie wieder verschwanden. Nach Ansicht mancher Forscher drangen die Christen bis nach Japan und Korea vor.
In der mongolischen Hauptstadt Karakorum befand sich um 1250 eine chaldäische Kirche. Daher kann davon ausgegangen werden, dass das ostsyrische Christentum im Mongolenreich bis um 1350 eine verbreitete Glaubensrichtung war. Nachdem die Mongolen sich dem Islam (und teilweise dem Buddhismus) zuwendeten, verschwand die Kirche jedoch bis zum 14. Jahrhundert.

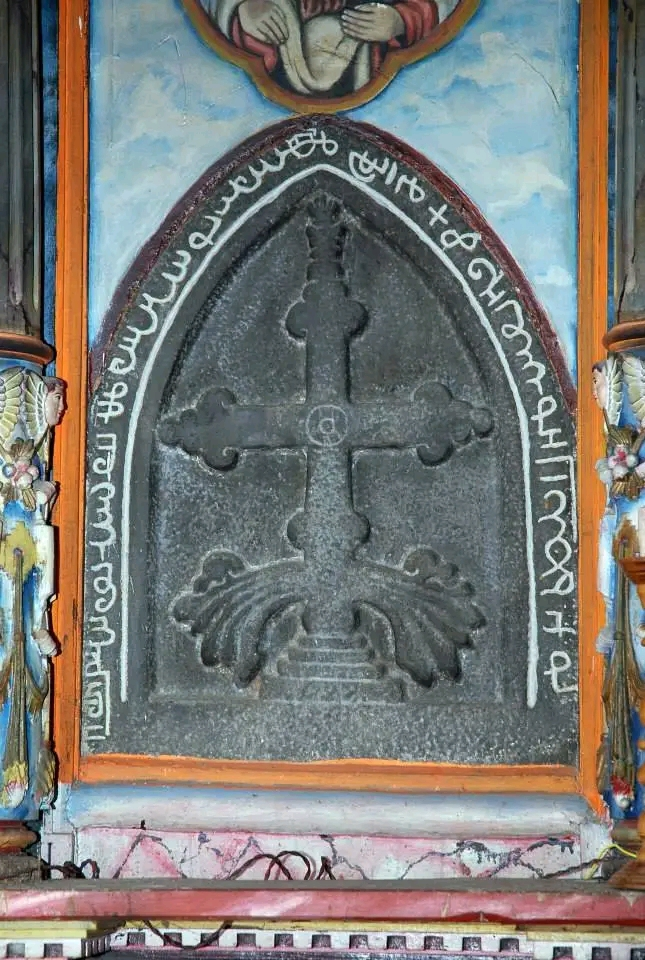
Nestorianisches Kreuz mit mittelpersischer Inschrift in Pahlavi-Schrift aus Kottayam/Kerala aus dem 7. Jahrhundert n. Chr. Mittelpersisch war besonders im Frühmittelalter neben Syrisch-Aramäisch zweite Kirchensprache in östlichen Regionen der Nestorianischen Kirche („Persische Kirche“), wovon mehrere persische Inschriften in Indien und im Iranischen Hochland erhalten sind.

Nach Indien kam das Christentum schon sehr früh, vermutlich durch den Apostel Thomas. Als im 16. Jahrhundert die Europäer nach Indien kamen, fanden sie die Thomaschristen im Süden Indiens vor. Die übrigen Christen verteilten sich in kleinen Minderheiten über ganz Indien. Eine Überlieferung fehlt leider. Jedoch verschwanden die Gemeinden im Laufe des 13. und 14. Jahrhunderts während des islamischen Mameluken-Sultanats. Danach fanden sich nur noch die Thomaschristen in Südindien.
Im 13. und 14. Jahrhundert fanden europäische Reisende an der indischen Südküste und in Ceylon alteingesessene christliche Kirchen, deren Kirchensprache das Syrische war. Im 13. Jahrhundert hatte der Patriarch der Nestorianer eine Hierarchie von 25 Metropoliten und etwa 250 Bischöfen (zum Vergleich: am etwa gleichzeitigen 4. Laterankonzil, einem der Höhepunkte der mittelalterlichen Papstkirche, nahmen 400 Bischöfe teil). Im Spätmittelalter und der frühen Neuzeit schrumpfte die Kirche aber unter dem ständigen Druck von Islam, Hinduismus und Buddhismus stark zusammen.

### Neuzeit: Spaltungen und Verluste
Der Katholikos-Patriarch von Seleukeia-Ktesiphon residierte von 773 bis 1295 in Bagdad und in späterer Zeit im Kloster Rabban Hormizd bei Alqosch. Nach den Einfällen der Mongolen beschränkte sich in der Neuzeit das Verbreitungsgebiet der Kirche des Ostens im Wesentlichen nur noch auf das Gebiet zwischen Mardin und Urmia sowie zwischen Van und Kirkuk. Siedlungsschwerpunkte waren das Hochgebirge von Hakkâri, das Gebiet von Urmia und die Ebene von Mosul. Die seit der Spätantike bestehende Jurisdiktion über die indischen Thomaschristen ging vom 16. bis zum 19. Jahrhundert verloren, weil die Portugiesen deren Anschluss an die römisch-katholische Kirche durchsetzten bzw. ihre Abwanderung in die Syrisch-Orthodoxe Kirche von Antiochien provozierten.

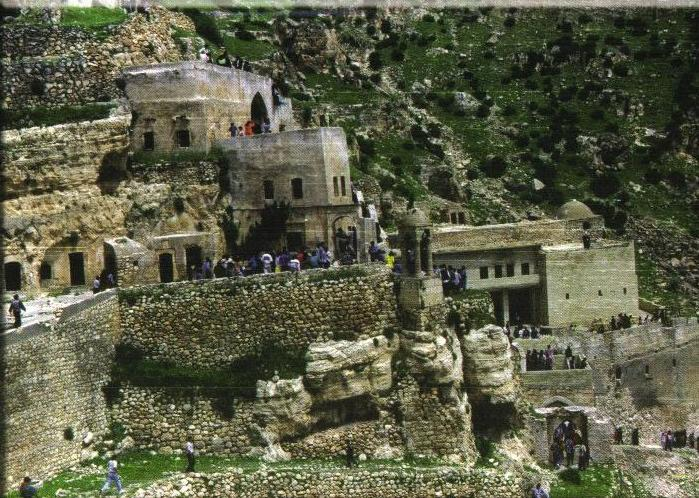
Kloster Rabban Hormizd bei Alqosch, vom 16. bis Anfang 19. Jahrhundert Sitz und Grablege der Patriarchen der „Elias-Linie“

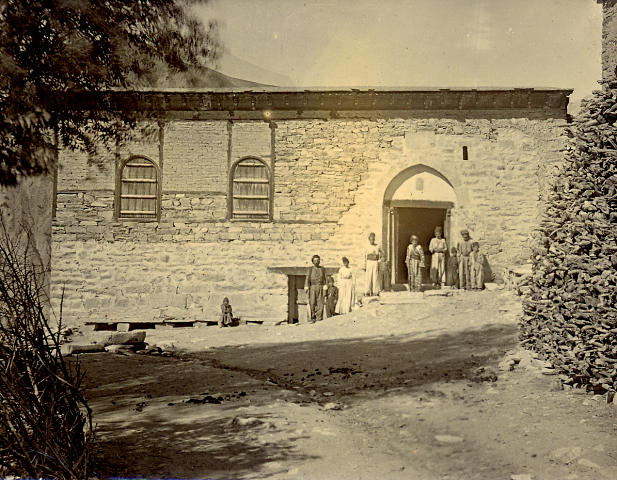
Patriarchat in Qudschanis, Zentrum der „Bergnestorianer“

Im 15. Jahrhundert wurden Katholikat und Bischofsstühle der Kirche des Ostens Erbgut bestimmter Familien und z. T. bis in das 20. Jahrhundert durch Erbfolge, meist Onkel – Neffe, besetzt. Dies führte mehrfach zu Opposition und Kirchenspaltung. 1552 kam es zum Schisma: In Opposition zum äußerst unbeliebten Patriarchen Shimun VII. wurde 1552 von Vertretern aus Amid (Diyarbakır), Siirt und Salmas Mar Schimun Sulaqa zum Gegenpatriarchen gewählt. Dieser erste gewählte Katholikos-Patriarch der Oppositionsfraktion ließ sich 1553 in Rom von Papst Julius III. ordinieren und begründete die jüngere Patriarchenlinie sowie eine erste chaldäisch-katholische Kirche. Der Sitz des Katholikos-Patriarchen der älteren Linie war inzwischen von Seleukia-Ktesiphon über dessen Nachfolgesiedlung Bagdad nach Alqosch bei Mosul gewandert. Sitz des oppositionellen Katholikos-Patriarchen war zunächst Amid, schließlich, nach mehreren Zwischenstationen, Qudschanis. Die jüngere Linie löste um 1662 die Gemeinschaft mit Rom, so dass es von da an zwei nicht-katholische Patriarchenlinien gab:
- die südliche der Mar Elias im Kloster Rabban Hormizd bei Alqosch („Patriarchat der Ebene“, „Elias-Linie“), Rechtsnachfolger des altchristlichen Katholikats von Seleukia-Ktesiphon, und
- die nördliche, ehemals katholische der Mar Schimun in Qudschanis im Gebirge von Hakkâri („Patriarchat der Berge“, „Schimon-Linie“).

In den 1670er Jahren vereinigte sich der Bischof von Diyarbakır (Amida) mit der Kirche von Rom und erhielt gleichfalls Titel und Rang eines Patriarchen (Patriarchat von Diyarbakır; „Joseph-Linie“).
Eine weitere, bis heute bestehende Teilunion mit Rom erfolgte im 19. Jahrhundert. Die ältere „Elias-Linie“ der Katholikoi-Patriarchen starb 1804 aus bzw. sie wurde katholisch mit Johannes Hormizd, dem Konkurrenten des letzten „nestorianischen“ Patriarchen derselben Familie, Elijah XIII Išō'yahb (1778–1804). Vorübergehend, bis 1830, gab es damit auch zwei miteinander konkurrierende katholische Patriarchate:
- das der Mar Joseph von Diyarbakır und
- das katholisch gewordene „Patriarchat der Ebene“ von Mosul (in der Nachfolge des Katholikats von Seleukia-Ktesiphon).

Beide wurden 1830 im „Patriarchat von Babylon der Chaldäer“ wiedervereinigt.
Die Nichtkatholiken des Gebiets um Mosul akzeptierten daraufhin die (inzwischen ebenfalls erblich gewordene) Hierarchie des von Rom getrennten Patriarchats von Qudschanis. Diese assyrische Kirche wurde im 19. Jahrhundert von nahezu sämtlichen Konfessionen des Westens (der römisch-katholischen, der russisch-orthodoxen Kirche, den Anglikanern, amerikanischen Protestanten und deutschen Lutheranern) umworben und verlor an diese einen Teil ihrer Mitglieder, selbst ganze Diözesen.
Ein Großteil der Mitglieder der Assyrischen Kirche des Ostens lebte um das Jahr 1900 nunmehr in der Provinz Hakkâri. Die schwersten Verluste an Gebiet, Gut und Leben erlitt die Assyrische Kirche des Ostens im Zuge des Völkermordes an den syrischen Christen zur Zeit des Ersten Weltkriegs, der Massenflucht aus ihrer Heimat in Hakkâri und der Massaker von Semile bei Dohuk (Irak) Anfang der 1930er Jahre unter den Katholikoi Shimun XXI., Shimun XXII. und Shimun XXIII. In der Folge bildeten sich aus den Flüchtlingsgruppen neue Gemeinden in Irak unter anderem in al-Habbaniyya, von wo die meisten in den 1950er Jahren in den neuen Bagdader Stadtteil Dora übersiedelten, sowie in Syrien am Fluss Chabur (Chabur-Assyrer). Diese Gemeinden verloren wiederum durch die Gräueltaten und folgende Massenflucht insbesondere nach Europa und Nordamerika während der Bürgerkriege im Irak und in Syrien Anfang des 21. Jahrhunderts die meisten ihrer Mitglieder, so dass heute nur noch ein kleiner Teil der Assyrer in der ursprünglichen Heimatregion lebt.
1964 kam zu einem erneuten Schisma: Der nun in Chicago ansässige Schimun XXIII. verfügte eine Reihe von Reformen, darunter eine Liturgiereform, die Verkürzung der Fastenzeit und die Übernahme des Gregorianischen Kalenders. Dies wurde von einem Teil der in Irak verbliebenen Assyrer abgelehnt: Mar Thomas Darmo, Metropolit der Kirche des Ostens in Indien mit Sitz in Thrissur, stellte sich 1964 gegen die Reformen und wurde von Schimun XXIII. des Amtes enthoben, was er jedoch ignorierte. 1968 ordinierte Thomas Darmo in Bagdad drei neue Bischöfe, die anschließend eine Synode bildeten und noch im selben Jahr Thomas Darmo zum Patriarchen wählten. Die neue Kirche nahm nun, da sie sich als rechtmäßige, alte Kirche verstand, den Namen Alte Kirche des Ostens an. Thomas Darmo starb 1969. Mar Addai II., der Bischof von Bagdad, übernahm zunächst geschäftsführend das Amt, wurde im Februar 1970 zu seinem Nachfolger gewählt und am 20. Februar 1972 geweiht.
Der Patriarch der Assyrischen Kirche des Ostens, Schimun XXIII., plante derweil, auch die Erblichkeit des Patriarchenamts und den Zölibat innerhalb desselben abzuschaffen, und heiratete 1973. Am 6. November 1975 wurde er ermordet, und Mar Dinkha IV. wurde zu seinem Nachfolger gewählt, der zunächst in Teheran, nach Beginn des Ersten Golfkrieges ab 1980 aber ebenso in Chicago residierte. Anfang des 21. Jahrhunderts gewann wiederum die christlich geprägte Stadt Ankawa in Irak am Nordrand der Hauptstadt der Autonomen Region Kurdistan, Erbil, neue Bedeutung für die Assyrer. Durch die US-Invasion und den folgenden Irakkrieg ab 2003 kamen zahlreiche christliche Flüchtlinge aus anderen Teilen Iraks nach Ankawa. 2004 wurde mit dem Bau der assyrischen Kathedrale des Heiligen Johannes des Täufers in Ankawa begonnen, die im Oktober 2008 von Dinkha IV. geweiht wurde. Am 26. März 2015 starb Dinkha IV. in den USA im Alter von 79 Jahren, und vom 16. bis zum 18. September 2015 trat der Rat der Prälaten der Assyrischen Kirche des Ostens in einer Heiligen Synode in der neuen Johanneskathedrale in Ankawa zusammen. Am 18. September 2015 wurde Warda Daniel Sliwa von der Heiligen Synode zum 121. Katholikos-Patriarchen von Seleukia-Ktesiphon gewählt, um als Mar Gewargis III. Chanania Mar Dinkhas Nachfolge anzutreten, und am 27. September 2015 in der Johanneskathedrale, nunmehr Sitz des Patriarchats der Assyrischen Kirche des Ostens, als Katholikos-Patriarch mit dem geistlichen Namen Mar Gewargis III. inthronisiert.
Nach dem Rücktritt von Mar Gerwargis III. im Februar 2020 aus gesundheitlichen Gründen wurde nach Verzögerung durch die Corona-Pandemie am 8. September 2021 Mar Awa Royel in Erbil zum Patriarchen gewählt. Am 6. August 2023 hat Patriarch-Katholikos Mar Awa III in der nordirakischen Metropole Erbil die neue Patriarchats-Kathedrale der Assyrischen Kirche des Ostens eingeweiht.

## Verbreitung
Heute gehören vermutlich etwa 300.000 bis 400.000 Gläubige in Iran, Irak, Syrien, der Türkei, den USA, Europa und Australien der autokephalen Assyrischen Kirche an. Davon lebt gegenwärtig etwa die Hälfte nicht mehr im Nahen Osten, sondern als Emigranten in der Diaspora; vor allem in den USA, etwa 80.000 allein in der Gegend von Chicago. Alle Zahlenangaben sind nur geschätzt und verfolgen auch andere als statistische Zwecke. Neuzeitliches Zentrum und Sitz des Patriarchen war bis zum Ersten Weltkrieg Qudschanis in der heutigen Ost-Türkei. Aus politischen Gründen wurde seine Residenz in der Folge nach Chicago in den USA verlegt.
Die indische Metropolie mit Sitz in Thrissur hat mindestens 25.000 Mitglieder, überwiegend im Bundesstaat Kerala.
In Deutschland gibt es elf Gemeinden, die von vier Priestern betreut werden; die Anzahl der Mitglieder in Deutschland wird auf ca. 5.000 geschätzt. In Österreich werden die rund 400 Mitglieder von einem Priester betreut.

## Lehre
Die Beschlüsse der ökumenischen Konzilien von Nicäa 325 und Konstantinopel 381 werden voll anerkannt.
Das grundlegende Glaubensbekenntnis ist das Nicäno-Konstantinopolitanum. Die Mysterien der Trinität und der Inkarnation sind zentrale Punkte der Lehre. In der Christologie vertritt sie, dass Jesus Gott und Mensch war, und dass seine zwei Naturen unvermischt und unverändert sind. Doch während die Monophysiten die beiden Personen als in keiner Weise trennbar – weder real noch in der Anschauung – betrachten, sehen die Duophysiten sie in gewisser Weise getrennt. Das Menschliche ist irgendwie der Träger des Göttlichen in dem einen Gott-Mensch; Maria ist „nur“ die Mutter des Menschlichen in ihm, deshalb wird der Begriff Muttergottes oder Θεοτόκος Theotókos (Gottesgebärerin) für die Jungfrau Maria abgelehnt, der Begriff „Mutter Christi“ wird bevorzugt. Im ökumenischen Dokument von 1994 (siehe unten) heißt es: „In Jesus Christus ist der Unterschied zwischen der göttlichen und menschlichen Natur in allen Eigenschaften, Fähigkeiten und Handlungen erhalten.“ Er ist eine Person mit zwei kompletten Naturen, in ihm unauflöslich verbunden, aber nicht vermischt.
Einen verpflichtenden Zölibat gibt es nur für Bischöfe und Mönche. Priester dürfen heiraten, im Gegensatz zu den übrigen Ostkirchen auch nach der Priesterweihe.

## Gottesdienst und Praxis
Die Kirche des Ostens hat eine eigene Gottesdienstordnung ausgebildet: den Ostsyrischen Ritus, auch Chaldäischer Ritus genannt.
Die Kirchensprache ist das zum Aramäischen gehörende Syrisch. Die Verwendung moderner Sprachen im Gottesdienst ist umstritten. Die Bräuche sind ähnlich wie in den anderen altorientalischen Kirchen. Die Verehrung von Ikonen wird allerdings, anders als in allen anderen Ostkirchen, gegenwärtig nicht mehr gepflegt. Dementsprechend ist auch die Abtrennung des Altarraumes vom Rest des Kirchenschiffs durch eine Ikonostase in dieser Kirche unbekannt, stattdessen findet sich nur eine niedrige, zaunartige Abtrennung. Bei den unierten Katholiken des ostsyrischen Ritus sind heute allerdings durchaus religiöse Bilder nach westlichem Vorbild und sogar Statuen üblich.
Sakramente sind die Eucharistie (Qurbana), die Taufe, das Amtspriestertum, die Vergebung der Sünden, heilige Salbung, der Sauerteig, der dem Brot des Abendmahls beigegeben wird, und das Zeichen des heiligen Kreuzes.
Die Eucharistie wird als Qurbana (Opfer, vgl. hebräisch Korban) bezeichnet und an jedem Sonntag gefeiert. Es wird immer ein Teil des eucharistischen Brotes wieder in den neuen Brotteig gemischt; dieser Brauch geht nach dem Glauben der Kirche bis auf das allererste heilige Abendmahl zurück, das Jesus Christus selbst abhielt. Das Hauptformular der Eucharistiefeier ist nach den Gründermissionaren Addai und Mari benannt. Daneben werden zwei syrische Formulare benutzt, die nach den in der Kirche des Ostens verehrten griechischen Kirchenvätern Nestorios und Theodor von Mopsuestia benannt sind. Die Gemeinde steht während des Gottesdienstes. Weihrauch gehört zur Liturgie.
In der siebenwöchigen Fastenzeit vor Ostern wird auf Fleisch, Eier und Milchprodukte verzichtet.
Hohe Kirchenfeste sind Christi Geburt, Epiphanias, Palmsonntag, Auferstehung, Himmelfahrt, Pfingsten, Fest des Kreuzes und Heiligung der Kirche.
Von Theodor von Mopsuestia hat die assyrische Kirche, als einzige Ostkirche, das Konzept der Allversöhnung in die Liturgie aufgenommen.

## Organisation

### Episkopat
Die Assyrische Kirche des Ostens wird von Bischöfen in apostolischer Sukzession geleitet. Das Bischofsamt existiert in drei besonderen Weihestufen: Katholikos-Patriarch, Metropolit und (einfacher) Bischof. Jedes dieser Ämter wird durch eine eigene Ordination übertragen.
Das Oberhaupt der Assyrischen Kirche des Ostens ist der Katholikos-Patriarch. Er beansprucht seit alters (wie der Papst in Rom) die „petrinische Schlüsselgewalt“ nach Mt 16,19 ; Mt 18,18  und wird daher heute auch „Petrus unserer Zeit“ genannt. Er gilt als gleichen Ranges mit allen übrigen Patriarchen, wegen des Primats des Ostens („wo die Sonne aufgeht“) gelegentlich als ihr Erster.
Gegenwärtige Inhaber des Patriarchenamtes sind:
- In Ankawa: bis 2020/21 Seine Heiligkeit Mar Gewargis III. (gewählt am 27. September 2015 in Erbil), seit Wahl am 8. September 2021 Seine Heiligkeit Mar Awa Royel[22]
- In Bagdad (Alte Kirche des Ostens): Seine Heiligkeit Mar Addai II. (gewählt 1972 als Nachfolger des Thomas Darmo; † 11. Februar 2022).

Ein Bischof muss durch mindestens zwei (oder mehr) Bischöfe geweiht werden, die ihrerseits in der apostolischen Sukzession und vollen Kommunion mit der Kirche stehen. Er bleibt so lange ordentlicher Bischof, wie er selbst in der vollen Kommunion mit der Kirche des Ostens steht.
Der Episkopat beider autokephalen Jurisdiktionen umfasst heute weltweit etwa zwölf bzw. sieben Bischöfe. Vor allem im Irak und in den USA stehen beide Episkopate in Konkurrenz miteinander. Daneben amtieren einzelne Bischöfe unklarer Rechtsstellung in den USA und in Deutschland (Mainz). Innerkirchliche Spannungen sind periodisch zu beobachten, erneut 2005/06.
Patriarchen wie Bischöfe leben ehelos, entstammten lange Zeit dem Mönchtum, das in organisierter Form heute nicht mehr besteht.

### Besonderheiten
Seit etwa 1400 wurden sowohl das Patriarchen- wie das Bischofsamt durch Erbfolge, meist Onkel → erstgeborener Neffe, in bestimmten Familien besetzt. Darüber kam es nicht selten zu Auseinandersetzungen, mehrfach sogar zur Kirchenspaltung, zuletzt in den 1960er Jahren. Heutige Bischöfe sind fast ausnahmslos gewählt.
Bis in das 3. Viertel des 20. Jahrhunderts mussten sich alle Bischöfe der Kirche des Ostens von Jugend an fleischlos ernähren. Daher verzichteten die Mütter möglicher Bischöfe während der Schwangerschaft auf das Fleisch, so noch im Fall von Mar Dinkha IV. Ein Mädchen, das aus einer derartigen Schwangerschaft hervorging, hatte – vor allem falls Schwester oder Tante des amtierenden Patriarchen – eine herausragende Stellung in der Gemeinschaft. Dies erklärt die besondere Rolle von Lady Surma-Hanim (1883–1975), Schwester von Shimun XXI. und Shimun XXII., die besonders in den ersten Jahrzehnten des Patriarchen Shimun XXIII. als Sprecherin der assyrischen Nation öffentlich auftrat.

### Gemeinden
Die Assyrische Kirche des Ostens zählt heute rund 120 Pfarreien und 20 Missionen (Gemeinden ohne Priester am Ort) in 16 Ländern. Die meisten Pfarreien besitzen eigene Kirchen. An ihnen sind mehr als 125 Priester und Hunderte von Diakonen tätig. 120 Priester sind oder waren verheiratet, einige wenige leben zölibatär.

## Verfolgung und Kontroversen

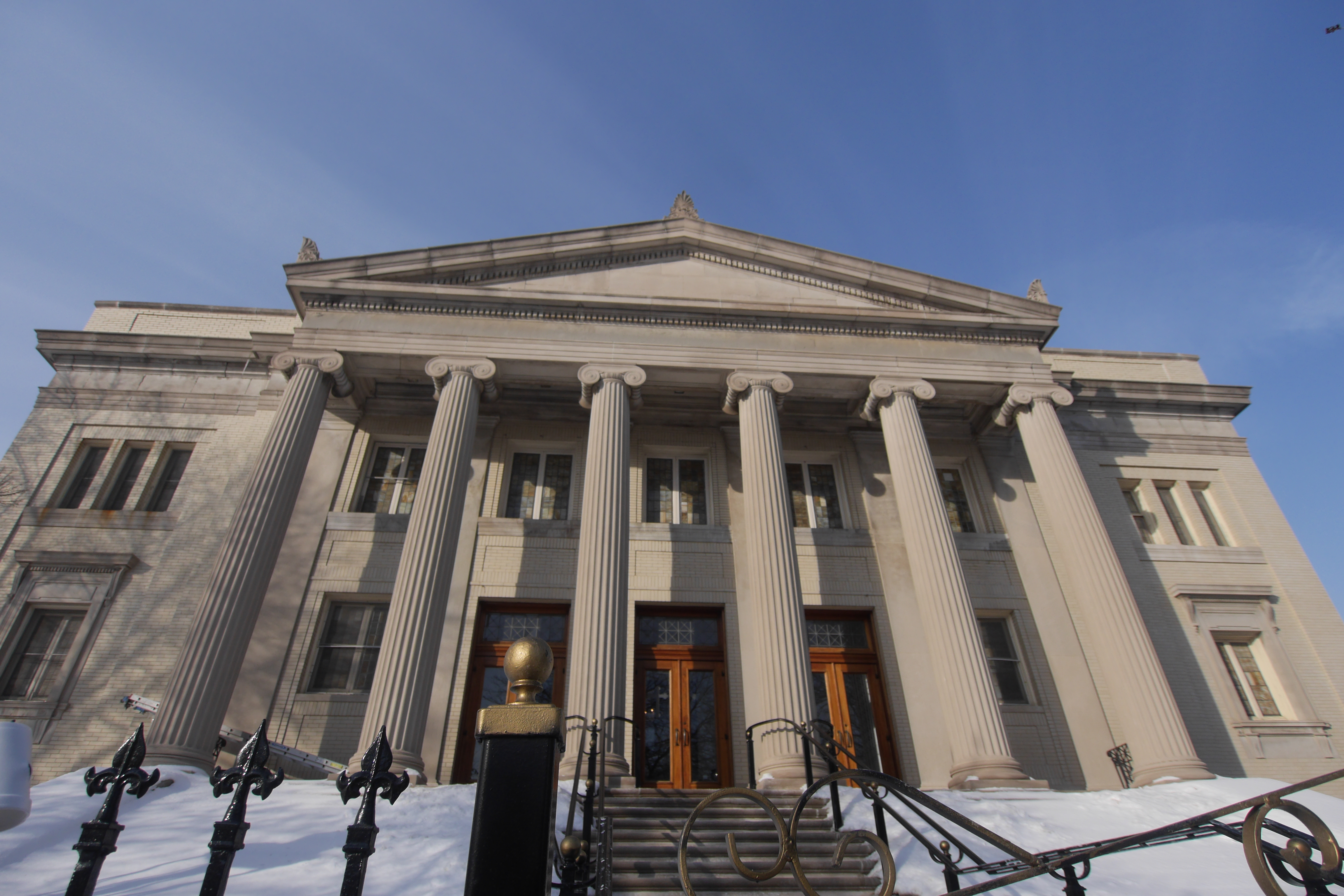
Sitz des assyrischen Katholikos in Chicago bis 2015

Anfang des 20. Jahrhunderts beschuldigten die Türken den assyrischen Patriarchen Shimun XXI. der Kollaboration mit dem russischen Reich. Den darauffolgenden militärischen Auseinandersetzungen fiel 1918 auch der Patriarch zum Opfer. Vor der anhaltenden Bedrängung durch kurdische und irakische Truppen floh der Nachfolger Shimun XXII. 1918 mit den assyrischen Stämmen in den Irak. Nach dessen Unabhängigkeit wurde der neue Patriarch, Shimun XXIII., 1933 des Landes verwiesen. Er residierte zunächst in England, seit 1940 in den USA. Im Gefolge innerkirchlicher Auseinandersetzungen wurde er dort 1975 erschossen.
Die Annahme des gregorianischen Kalenders und Kritik an der weiterbestehenden Erblichkeit des Patriarchats führten seit 1964 zur Abspaltung zunächst unter Mar Thomas Darmo, dann unter Mar Addai II., Katholikos-Patriarch in Bagdad. Diese Kirche, die im Irak seit 1972 staatlicherseits anerkannt wurde, wird zur Unterscheidung Alte Apostolische und Katholische Kirche des Ostens genannt.

## Ökumene
Die Assyrische Kirche des Ostens ist Mitglied im Ökumenischen Rat der Kirchen und im National Council of Churches. Sie steht jedoch mit keiner anderen Kirche katholischen Typs (Orientalisch-Orthodoxe, Byzantinisch-Orthodoxe, Katholiken) in voller Kommuniongemeinschaft. Doch gestatten sie und die Katholiken heute aus pastoralen Gründen einander die Teilnahme an den Sakramenten (mit Ausnahme der Ordination).
Zwischen Mar Dinkha IV. und dem römisch-katholischen Papst Johannes Paul II. gab es am 11. November 1994 ein historisches Treffen im Vatikan, bei dem auch eine in zehnjähriger Arbeit vorbereitete Konsenserklärung zur Christologie unterzeichnet wurde. Dabei erklärten beide Seiten die „volle Kirchengemeinschaft“ zum Ziel ihres weiteren „Theologischen Dialogs“.
Danach verbesserten sich die Beziehungen auch zur mit Rom unierten chaldäisch-katholischen Kirche, so dass seit 2001 unter gewissen Bedingungen eine gegenseitige Teilnahme an der Eucharistie möglich ist. 2005 beschloss die 10. Synode der Assyrischen Kirche des Ostens (31. Oktober bis 7. November 2005), eine von ihr als unterschriftsfähig bewertete Joint Declaration on Sacramental Life („concerning the seven [!] sacraments“) von assyrischer und römisch-katholischer Kirche einstweilen nicht zu unterzeichnen, weil die nach der Unterschrift einzuleitende dritte und abschließende Phase des Gemeinsamen Dialogs zur Anerkennung der Autorität der Kirche von Rom führen könnte. Ein Grund der Verzögerung scheinen aktuelle und andauernde innerkirchliche Auseinandersetzungen, unter anderem über die künftige Verbindung der assyrischen mit der römisch-katholischen sowie der chaldäisch-katholischen Kirche, zu sein. Ihren deutlichsten Ausdruck finden sie mit der umstrittenen Amtsenthebung des Bischofs Mar Bawai Soro (bürgerlich Aschur Soro), die Gegenstand gerichtlicher und publizistischer Auseinandersetzungen wurde. Am 31. Oktober 2008 wurde Aschur Bawai Soro auf einer im Irak versammelten Bischofssynode exkommuniziert. Er wirkt heute innerhalb der Chaldäisch-katholischen Kirche. Am 21. Juni 2007 besuchte Mar Dinkha IV. den römischen Papst Benedikt XVI. im Vatikan und führte Gespräche mit Kardinal Walter Kasper über die mögliche Fortsetzung des Dialogs zwischen beiden Kirchen.

## Bedeutende Angehörige der Ostsyrischen Kirche
- Tatian (2. Jahrhundert), christlicher Apologet
- Ephraem der Syrer (306–373), den auch die syrisch-orthodoxe Kirche zu ihren Angehörigen zählt
- Griechen der Reichskirche, nicht Ostsyrer waren:
  - Diodorus von Tarsus (4. Jahrhundert)
  - Theodor von Mopsuestia (vermutlich 350–428/429)
- Ibas von Edessa († 457)
- Barsauma von Nisibis (* kurz nach 400; † um 495)
- Narsai von Nisibis (* nach 410; † 503)
- Abraham von Kaschkar (503–588)
- Abraham von Beth Rabban (6. Jahrhundert)
- Henana von Adiabene (5??–610), Rektor der Schule von Nisibis
- Babai der Große (551–628)
- Sargis B'chira (Bahīrā) († 633), Lehrer von Muhammad